# Castetnau-Camblong
Castetnau-Camblong es una población y comuna francesa, en la región de Aquitania, departamento de Pirineos Atlánticos, en el distrito de Oloron-Sainte-Marie y cantón de Navarrenx.

## Demografía
| 515 | 568 | 586 | 615 | 745 | 709 | 753 | 731 | 692 | 667 | 670 | 652 | 648 | 635 | 622 | 604 | 612 | 568 | 596 | 597 | 524 | 454 | 459 | 425 | 373 | 341 | 371 | 372 | 386 | 361 | 393 | 367 | 395 |
| Para los censos de 1962 a 1999 la población legal corresponde a la población sin duplicidades (Fuente: INSEE [Consultar]) |     |     |     |     |     |     |     |     |     |     |     |     |     |     |     |     |     |     |     |     |     |     |     |     |     |     |     |     |     |     |     |     |

## Economía
La principal actividad es la agrícola (ganadería, policultivo y pastos).